# Traian Vuia International Airport
Timișoara "Traian Vuia" International is een Roemeense luchthaven, ongeveer 10 km ten noordoosten van Timișoara gelegen, in het westen van het land in de regio Banaat. Tot 2013 was het vliegveld na Henri Coandă in passagiersaantallen het belangrijkste vliegveld van Roemenië maar zakte in 2022 terug tot een vierde positie, na het eerder genoemde Henri Coandă, de luchthaven van Cluj-Napoca en de luchthaven van Iași.  Het vliegveld bedient naast de stad de Donau-Körös-Mureș-Tisza Euregio.
Sinds 2004 heet dit vliegveld van Timișoara Traian Vuia, genoemd naar de belangrijke Roemeense luchtvaartpionier Traian Vuia, die een van de eerste vliegtuigen bouwde. Een replica daarvan staat voor de aankomst- en vertrekhal. Carpatair en Wizzair hebben een hub op de luchthaven.

## Geschiedenis
Het eerste vliegveld van Timișoara (Timișoara Communal Airport) ligt een paar km van Traian Vuia Airport af, in de stad Moșnița Veche. Het eerste vliegtuig landde hier op 17 juli 1935. In de jaren 60 werd een nieuw vliegveld gebouwd, het huidige, een paar km verderop nabij Giarmata. De terminal voor binnenlandse vluchten werd geopend in 1964. In de jaren 80 kreeg Traian Vuia Airport de status van "Internationale luchthaven". Het vliegveld heeft de ILS CAT II status. Tot 2002 was het vliegveld ook voor militaire doelen in gebruik. Het vliegveld werd in 2017 gecertificeerd door de Europees Agentschap voor de veiligheid van de luchtvaart en in 2021 werd een nieuwe passagiersterminal in gebruik genomen.

## Maatschappijen en Bestemmingen

### Passagiers
| Luchtvaartmaatschappij                             | Bestemmingen (maart 2012) |
| -------------------------------------------------- | --- |
| Austrian Airlines uitgevoerd door Tyrolean Airways | Wenen |
| Carpatair                                          | Binnenland: Arad, Bacău, Boekarest-Henri Coandă, Constanţa, Craiova, Iaşi, Sibiu Internationaal: Ancona, Bari, Bologna, Chisinau, Düsseldorf, Florence, Lviv, Milaan-Bergamo, München, Rome-Fiumicino, Stuttgart, Tsjernivtsi, Turijn, Venetië-Marco Polo, Verona Charter: Heraklion [hervat 15 juni 2012] |
| Lufthansa uitgevoerd door Lufthansa CityLine       | München |
| Moldavian Airlines                                 | Chișinău |
| Sky Airlines                                       | Charter: Antalya [hervat 16 mei 2012] |
| TAROM                                              | Boekarest-Henri Coandă |
| Wizz Air                                           | Barcelona, Dortmund, Forli/Bologna, Londen-Luton, Madrid, Milaan Bergamo, Parijs-Beauvais, Rome-Fiumicino, Valencia, Venetië-Treviso |
| Ryanair                                            | Brussel Charleroi, Berlijn Schönefeld, Düsseldorf Weeze, Frankfurt Hahn, Milaan Bergamo, Boekarest Otopeni, Londen Stansted |

### Vracht bestemmingen
| Luchtvaartmaatschappij                           | Bestemmingen             |
| ------------------------------------------------ | ------------------------ |
| ABC Air Hungary                                  | Boedapest                |
| Farnair Hungary                                  | Boedapest, Wenen, Zagreb |
| FedEx Express                                    |                          |
| Sabiko International Air Cargo                   |                          |
| TAROM Cargo                                      | Boekarest-Henri Coandă   |
| TNT Airways                                      |                          |
| Tristar Air                                      |                          |
| UPS Airlines uitgevoerd door Farnair Switzerland | Keulen/Bonn, Sofia       |
| UPS World Media Trans                            |                          |

## Passagiersaantallen
Het aantal passagiers op Traian Vuia Airport steeg sterk, met meer dan 20% per jaar. In 2010 werd de kaap van het miljoen passagiers per jaar overschreden.

## Drukste routes
| Stad             | Luchthaven(s)                                            | Wekelijks aantal vertrekken (Juni 2011) | Maatschappijen                |
| ---------------- | -------------------------------------------------------- | --------------------------------------- | ----------------------------- |
| Boekarest        | Henri Coandă International Airport                       | 41                                      | TAROM, Carpatair              |
| München          | Luchthaven München                                       | 28                                      | Lufthansa Regional, Carpatair |
| Wenen            | Luchthaven Wenen                                         | 13                                      | Austrian Airlines             |
| Milaan (Bergamo) | Luchthaven Orio al Serio                                 | 11                                      | Carpatair, Wizzair            |
| Venetië          | Luchthaven Venetië Marco Polo Luchthaven Venetië-Treviso | 11                                      | Carpatair, Wizzair            |

## Toegang
Het vliegveld ligt 12 km ten noordwesten van het centrum van Timișoara en kan bereikt worden met de DN7 (E70).
Per openbaar vervoer kan het vliegveld bereikt worden met Expressbus E4 van de RATT.

## Incidenten
Op zaterdag 28 februari 2009 maakte Carpatair vlucht V3 128, een Saab 2000 YR-SBI komende uit Chișinău, een noodlanding op het vliegveld. Oorzaak was een defect aan het neuswiel, waardoor die niet uitklapte. De ervaren piloten kregen het voor elkaar om het vliegtuig aan de grond te krijgen met slechts kleine beschadigingen. Dit kwam mede doordat de luchthaven brandweer een schuimlaag op de landingsbaan had gespoten. Niemand raakte gewond.

## Trivia
Traian Vuia International Airport is een van de vier Roemeense luchthavens die geschikt zijn voor Widebody vliegtuigen. Het is het grootste vliegveld van de Donau-Körös-Mureș-Tisza Euregio en doet tevens dienst als uitwijk luchthaven voor Boekarest Henri Coandă International Airport, Boekarest Aurel Vlaicu International Airport, Belgrado Nikola Tesla Airport en Luchthaven Boedapest Frans Liszt. Het vliegveld is ingericht voor Schengen- en niet Schengen vluchten. Doordat Roemenië nog niet was toegelaten tot Schengen, werd curieus genoeg alleen het gedeelte voor Schengen vluchten gebruikt - waar overigens wel paspoort controle plaatsvindt. Daarnaast is er een apart gedeelte voor binnenlandse vluchten.